# Gerhard Buchwald
Gerhard Buchwald (* 15. Februar 1920 in Eisenberg; † 19. Juli 2009) war ein deutscher Arzt und Impfgegner.

## Leben
Gerhard Buchwald wuchs in Eisenberg in Thüringen auf. Nach dem Abitur nahm er von 1939 bis 1945 am Zweiten Weltkrieg teil. Er  studierte Medizin in Königsberg, Danzig und Jena und wurde an der Universität Hamburg promoviert.
Am 25. August 1949 erhielt er in Jena das Staatsexamen. 1959 nahm er die medizinische Praxis im Sanatorium Sonnenfels in Sülzhayn im Südharz auf, in dem Tuberkulosepatienten behandelt wurden. Ab 1953 war er Chefarzt im Tuberkulosekrankenhaus Ballenstedt am Harz, flüchtete aber 1954 aus der Deutschen Demokratischen Republik in die Bundesrepublik Deutschland und praktizierte zunächst im Sanatorium Rüsselkäfer in Jesteburg bei Hamburg.
Später arbeitete er im Krankenhaus Schwäbisch Gmünd, in der Klinik Trausnitz in Bad Reichenhall sowie ab 1959 im Thoraxklinikum in Ruppertshain im Taunus. Ab 1970 leitete er die Röntgenabteilung in der Klinik Franken der Bundesversicherungsanstalt für Angestellte in Bad Steben, wo er zum Oberarzt bzw. medizinischem Direktor aufstieg. Von 1982 bis 1989 war er Chefarzt der Klinik am Park in Bad Steben, die er mit seiner Pensionierung 1990 verließ.
Obwohl er lediglich Facharzt für Lungenkrankheiten war, betätigte er sich bis ins hohe Alter von 85 Jahren als „ärztlicher Berater“ des Vereins Schutzverband für Impfgeschädigte und veröffentlichte mehrere umstrittene impfkritische Bücher.
Er war seit 1948 mit Barbara Kratzert verheiratet und hatte zwei Töchter und einen Sohn.

## Impfgegnerschaft
Als erbitterter Impfgegner kritisierte Buchwald Impfungen, die dem Stand der Wissenschaft entsprechen. 1970 behauptete er in der ARD-Sendung report, „die Pockenimpfung schütze nicht vor Epidemien, mehrfaches Impfen prädestiniere geradezu für eine Erkrankung; das Impfen infizierter Kontaktpersonen sei ‚unbedingt tödlich‘“. Im Rahmen seiner Kritik ging er bis zu der Behauptung, Impfungen seien nicht nur wirkungslos, sondern gar ausschließlich schädlich, und behauptete unter anderem, Gewalt und Kriminalität seien eine typische Folgeerscheinung von Impfungen, da sie angeblich zu einem „Intelligenzverlust“ führen sollen.
Er begründete seine Thesen damit, dass er aus den Erkrankungsraten der Krankheiten in der Bundesrepublik und dem Datum der Impfeinführung eine fehlende Verknüpfung zwischen Impfung und Rückgang der Erkrankungen herstellen könne, und berief sich dafür auf Statistiken verschiedener Landes- und Bundesämter. Buchwald behauptete beispielsweise, dass die Polioimpfung wirkungslos sei, weil die Anzahl Polioerkrankter zwei Jahre vor der Einführung des Impfstoffes 1962 geringfügig geschwankt habe. Außerdem setzte er bei Diagrammen, z. B. bei Masern, nicht die Infektionsrate, sondern fälschlicherweise die Sterbefälle in Bezug und schloss daraus, dass Impfungen keinen Beitrag zum Verhindern einer Infektion hätten. Bei der Grippeimpfung behauptete er fälschlicherweise, dass die Hälfte der Geimpften dadurch an der Grippe erkranke.
Darüber hinaus versuchte er, geringe Nebenwirkungsraten der Impfprogramme in Ländern der „Dritten Welt“ mit kruden Thesen und rassistischen Unterton zu erklären. So postulierte er eine angebliche „Unterentwicklung der Nervensysteme“ bei Kindern dort: „In der Dritten Welt ist sicher vieles anders als bei uns; Kultur, Zivilisation und Wohlstand. Wahrscheinlich sind nicht nur die dortigen Länder in ihrer Gesamtheit unterentwickelt, möglicherweise sind dies auch die Nervensysteme der Neugeborenen und Kleinkinder. […] Trotz zunächst noch bestehender kindlicher Unreife der Gehirne unserer Kinder, scheinen diese im Gegensatz zu den Gehirnen der Kinder der Dritten Welt doch hoch entwickelt zu sein, um auf Impfungen entsprechend zu reagieren.“
Auch in öffentlichen Vorträgen griff Buchwald auf willkürliche oder veraltete Zahlen zurück.